# Patovar
Un patovar es una cepa de bacteria o grupo de cepas con características iguales o similares, que están diferenciadas a nivel infraespecífico de otras razas de la misma especie o subespecie sobre la base de patogeneidad distintiva a uno o más hospedantes en plantas.
Los patovares se denominan con una adición ternaria o cuaternaria al nombre binomial de la especie, por ej. la bacteria causante del cancro cítrico Xanthomonas axonopodis, tiene varios patovares con diferentes rangos de hospedantes, X. axonopodis pv. citri es uno de ellos; la abreviación 'pv.' significa patovar.